# Hollandse Hitmix
De Hollandse Hitmix is een muziekprogramma op RTL 4 (tot 17 augustus 2007 op Tien) gepresenteerd door Henk Damen. In dit muziekprogramma treden verschillende Nederlandstalige artiesten op.
Het programma bestaat elke week uit muzikale tips en verschillende optredens.